# Amblispa
Amblispa is een geslacht van kevers uit de familie bladkevers (Chrysomelidae).
De wetenschappelijke naam van het geslacht werd in 1858 gepubliceerd door Joseph Sugar Baly.

## Soorten
- Amblispa dohrnii Baly, 1858
- Amblispa laevigata (Guérin-Méneville, 1844)